# 成人圖鑑
，是2018年上映的一部韓國劇情片，由金仁善導演首次執導長篇電影，為《裟婆訶》李在仁首次擔當女主角之作，與《密探》嚴泰九主演，於2018年8月23日在韓國上映。

## 劇情概要
劇情講述14歲景言在父親的葬禮中首次遇見了叔叔才民。才民以詐欺維生，接近侄女手中騙走了父親留下的保險金。景言為了取回保險金，於是參加了叔叔的下一場騙局。在目標藥劑師占熙面前，她假裝叔叔的女兒，卻讓她開始感受到一直渴望的父愛。

## 演員陣容

### 主要人物
- 嚴泰九 飾演 黃才民/朴在久
- 李在仁 飾演 黃慶言/朴賢珍
- 徐正妍 飾演 吳占熙

### 其他演員
- 李姃垠 飾演 法官
- 朴根範 飾演 宅配員
- 金熙昌 飾演 龍植
- 孔尚雅 飾演 素英
- 崔在燮 飾演 素英丈夫
- 黃汀旼 飾演 恩可愛
- 朴成妍 飾演 夏日巴黎
- 河福音 飾演 登山會會員
- 洪元基 飾演 房東
- 李英淑 飾演 典熙的大嫂
- 張慧珍 飾演 典熙的小嫂
- 吳雲柏 飾演 典熙的爸爸
- 李胤熙 飾演 典熙的大哥
- 金俊範 飾演 典熙的二哥
- 李棟旭 飾演 房地產經紀人
- 金璽碧 飾演 監護人監督官
- 孫康國 飾演 廣開土
- 宋星兒 飾演 趙素妍
- 黃順美 飾演 班主任
- 金鐘女 飾演 生魚片店老闆
- 金浩妍 飾演 藥店的女人
- 崔德文 飾演 黃才榮，景言爸爸(照片)(友情演出)

## 獲獎及提名
2019年：第6屆野花電影賞
- 最佳新人女演員(李在仁)(獲獎)
2018年：第19屆全州國際電影節
- 亞洲電影促進聯盟獎(金仁善)(獲獎)
2018年：第13屆正東津獨立電影節
- 叮咚啷銅錢獎(獲獎)
2018年：第55屆大鐘獎
- 最佳女配角(金璽碧)(提名)
- 新人女演員獎(李在仁)(提名)
- 劇本獎(提名)

## 外部連結
- NAVER上《成人圖鑑》的资料
- Daum上《成人圖鑑》的资料
- 韩国电影数据库（KMDb）上《成人圖鑑》的資料
- 互联网电影数据库（IMDb）上《成人圖鑑》的资料（英文）
- 《成人圖鑑》在HanCinema的页面（英文）
- 豆瓣电影上《成人圖鑑》的資料 （简体中文）